# هو می می
هو می می (کره‌ای: 허미미؛ زادهٔ ۱۹ دسامبر ۲۰۰۲) جودوکار اهل کره جنوبی است. او زادهٔ توکیو، ژاپن از پدر کره‌ای و مادر ژاپنی است. در سال ۲۰۲۱، او رقابت برای کره جنوبی را آغاز کرد.